# Pitis (mitologia)

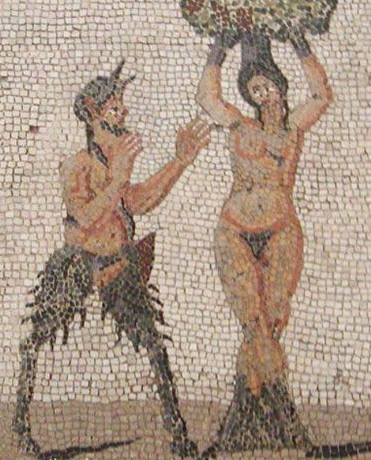
Pan i Pitis

Pitis, (en grec antic Πίτυς), va ser, segons la mitologia grega, una nimfa que formava part del grup de les Orèades, estimada per Pan.
Un dia la jove es va escapar d'ell, fugint de la seva abraçada, i es va transformar en pi. Pitys (Πίτυς) vol dir pi en llengua grega. Així s'explica que a Pan li agradi molt guarnir-se el front amb branques de pi.
Una variant del mite ens explica que Pitis era estimada alhora per Pan i per Bòreas, el vent del nord, i que la noia es va lliurar al primer. Bòreas, ple de gelosia, la va llançar des de dalt d'un penya-segat,. Gea, la Terra, es va compadir d'ella i transformà el seu cos en un arbre, el pi. L'ànima de Pitis gemega cada vegada que el vent Bòreas mou les branques dels pins, i en canvi, ofereix de bon grat corones al déu Pan.